# Börzow
Börzow este o comună din landul Mecklenburg-Pomerania Inferioară, Germania.